# Tour Séquoia
La tour Séquoia (antiga tour Bull, antiga torre Cegetel que porta avui la insígnia SFR i AC2) és un gratacel de despatxos situat al barri de La Défense, a França (precisament a Courbevoie, al barri de la Défense 6).
Construïda pels arquitectes Nicolas Ayoub, Michel Andrault, Pierre Parat entre 1989 i 1990, fa 119m d'alçària amb 33 pisos i 55000m² de superfície.
Aquesta torre és la primera de La Défense a tenir una façana corba "tibada" per una façana rectilínia. Aquesta forma serà utilitzada diverses vegades a La Défense (CBC, Kupka, La Pacific, Tours Société Générale, Tour CBX). Dominant el passeig circular i la línia de ferrocarril, l'immoble ha estat concebut com una mena de campanar del CNIT molt proper, que és d'altra banda connectat per un sistema de transport hectomètric (que s'assembla sorprenentment a un "ascensor horitzontal" entre la torre i el CNIT).